# Tuerkiana strasseni
Tuerkiana strasseni is een rondwormensoort uit de familie van de Leptosomatidae.